# La Puebla (Lludient)
La Puebla, anomenat en algunes fonts com La Pobla en valencià, és un mas del terme de Lludient, a la comarca castellanoparlant de l'Alt Millars, a l'interior del País Valencià.
Se situa a la partida de La Puebla, documentada amb aquest nom des del segle XVIII, a la vora del camí de Lludient a Llucena, dit també camí de La Puebla en aquest tram. Des de la seua ubicació, a tocar de la font Roya i a menys d'un quilòmetre del cap municipal, domina el vessant nord-oest de La Muela i el castell del Bou Negre d'Argeleta.
L'any 1940 tenia 5 habitants. Ara, tot i estar abandonat, continua l'activitat agrícola als seus camps de conreu.